# Балики
Рід Бали́к — родина заможних київських міщан, відома у XVI—XVII ст. Представник родини, Яцько Бали́ка був київським війтом у 1593—1612 рр.
Самі Бали́ки походили з хрещених татар, назва їхнього роду походить від тюркського слова, що означає «риба». Уперше їхнє прізвище згадується на сторінках київських джерел у 1552 році — в ревізії Київського замку, де як міщанин замкової юрисдикції фігурує Павло Балика. Його син Хоцько (Хатян) Павлович, будучи купцем, перейшов під юрисдикцію київського магістрату, став райцею в 1572 р., а  в 1577–79 (чи 1578-80) — бурмистром.
Представник роду — Яцько Балика — у 1593—1612 рр. був київським війтом. Він очолював староміщанську (т. зв. «народну») партію в боротьбі православних з уніатами. Посаду війта Балика щоразу виборював у виборчому двобої з представником пропольської партії Федором Ходикою-Кобизевичем. У 1611 році міщани під проводом війта Балики погромили біскупську резиденцію, побивши намісника та його дружину.
Три сини Яцька Балики — «войтовичі» Олександр, Созон та Богдан — брали участь у польському поході на Москву у 1612 році. Усі вони були діячами магістрату — райцями чи лавниками. Богдан Балика лишив цікаву сімейну хроніку. Созон Балика мав «плаци» біля церкви Успіння Богородиці. До речі, саме Созон Балика здійснював нагляд за відбудовою цієї церкви і, мабуть, не випадково: він доводився зятем архітектору Себастіану Брачі, який займався цією відбудовою. Цілком імовірно, що донькою когось із «войтовичів» була дівчина на прізвисько Баличанка, яка у 1640-ві роки стала дружиною Андрія Ходики-Кобизевича, поклавши край ворожнечі між родами.